# 拉沃尔新城
拉沃尔新城（法語：Villeneuve-lès-Lavaur，法語發音：[vilnœv lɛ lavɔʁ]，意即为“拉沃尔附近的新城”）是法国奧克西塔尼大區塔恩省的一个市镇，属于卡斯特尔区。

## 地理
拉沃尔新城（43°35'57"N, 1°47'12"E）面积6.16 平方千米，位于法国奧克西塔尼大區塔恩省，该省份为法国南部内陆省份，北起顺时针与阿韦龙省、埃罗省、奥德省、上加龙省和塔恩-加龙省接壤。
与拉沃尔新城接壤的市镇（或旧市镇、城区）包括：卢邦洛拉盖、旺迪讷、巴尼耶尔、莫朗斯科蓬、维维耶莱拉沃尔。

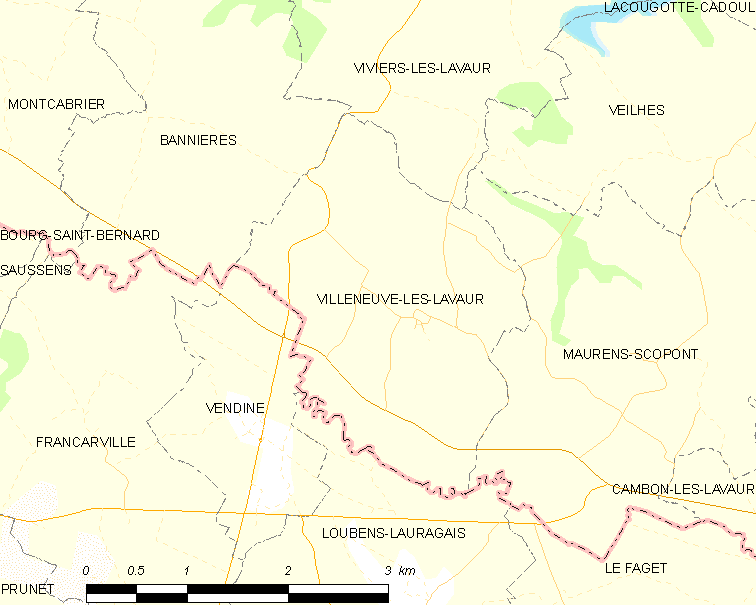
拉沃尔新城的OSM定位图

拉沃尔新城的时区为UTC+01:00、UTC+02:00（夏令时）。

## 行政
拉沃尔新城的邮政编码为81500，INSEE市镇编码为81318。

## 政治
拉沃尔新城所属的省级选区为拉沃尔-科卡涅县。

## 人口

1962-2008年间拉沃尔新城人口变化图示

拉沃尔新城于2022年1月1日时的人口数量为138人。